# Strobilodus
Strobilodus è un genere estinto di pesci ossei appartenente alla superfamiglia †Caturoidea, noto esclusivamente dal Giurassico superiore della Baviera, in Germania. Il genere è caratterizzato da una dentatura estremamente robusta e da una morfologia distintiva della mascella.

## Descrizione
Rispetto ad altri caturoidi come Caturus, Amblysemius e Liodesmus, questo genere si caratterizzava per le dimensioni molto maggiori: la lunghezza poteva superare un metro.
Strobilodus giganteus è riconoscibile per i suoi denti conici, molto sviluppati anteriormente e via via più piccoli verso la parte posteriore della mascella. Questi denti sono nettamente diversi da quelli compressi lateralmente e con apici carenati presenti in generi affini come Caturus. Le ossa mascellari sono marcatamente più larghe rispetto a quelle di Caturus o Amblysemius, e l'osso dentale appare stretto e affusolato anteriormente. Le ossa marginali della mascella e della mandibola presentano forti zanne con punte coniche dotate di acrodina.

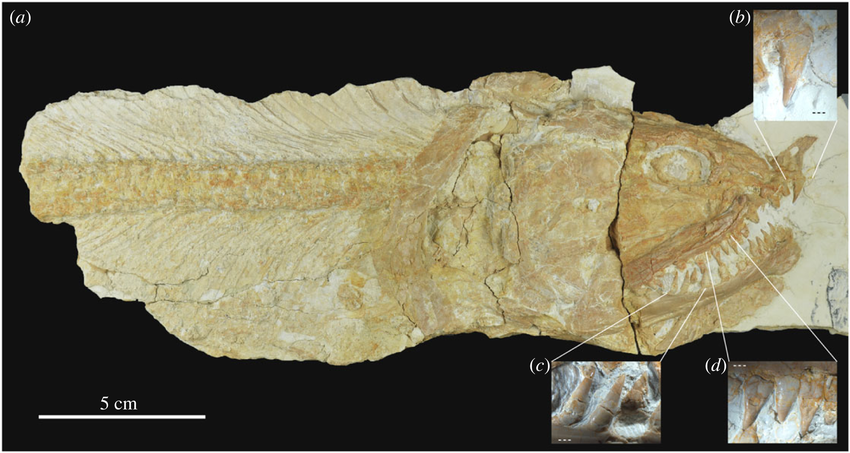
Neotipo di Strobilodus giganteus

L’esemplare tipo originario è andato perduto, ma un neotipo è stato designato (SNSB-BSPG 1953 I 579) e proviene dalle stesse formazioni litografiche di Painten, vicino a Kelheim (dove era stato ritrovato l'esemplare originario). Il neotipo mostra chiaramente le caratteristiche diagnostiche indicate da Wagner, inclusa la morfologia unica delle mascelle e della dentatura.

## Classificazione
La specie tipo è †Strobilodus giganteus, descritta originariamente da Andreas Wagner nel 1851 sulla base di un esemplare proveniente dalle rocce litografiche del Kimmeridgiano superiore di Kelheim, probabilmente dalla località di Kapfelberg.
Sebbene in passato il genere sia stato considerato sinonimo di Caturus (ad esempio da Woodward),recenti revisioni hanno portato alla rivalutazione di Strobilodus giganteus come genere distinto. Tuttavia, l’esatta posizione sistematica di Strobilodus all'interno di Caturoidea rimane incerta. In attesa di uno studio filogenetico completo, il genere è assegnato provvisoriamente a Caturoidea incertae sedis.

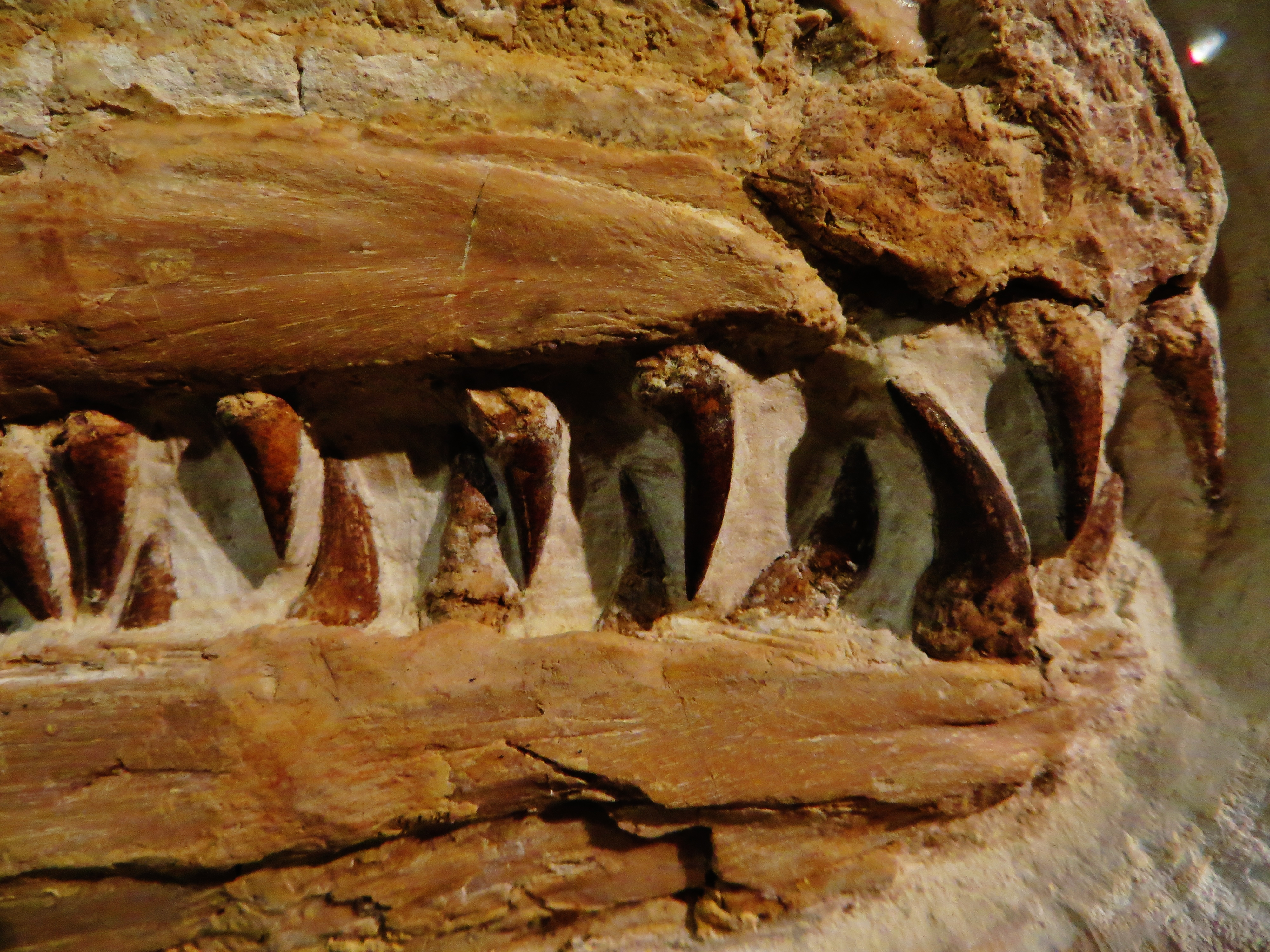
Particolare dei denti di Strobilodus giganteus

Alcuni caratteri morfologici, come i denti robusti e conici e la forma delle ossa mascellari, si discostano dalle autapomorfie tipiche della famiglia Caturidae, suggerendo una possibile posizione filogenetica autonoma.